# Chiaffredo Mastrella
Chiaffredo Mastrella (né à Turin en 1885 et mort à une date inconnue) était un joueur de football italien, qui évoluait en tant qu'arrière latéral.

## Biographie
Mastrella a évolué durant six saisons pour le club de sa ville natale de la Juventus, le seul club de sa carrière.
Il débarque au sein de l'effectif piémontais en 1906, mais joue son premier match lors du Derby della Mole le 10 janvier 1909 qui voit le Torino FC s'imposer 1-0 contre les bianconeri.
Son dernier match, lui, a lieu lors du Derby d'Italia qui voit la Veille Dame perdre 1-0 contre l'Inter de Milan. Il totalise finalement 29 matchs pour la Juventus.

## Palmarès
Juventus
- Championnat d'Italie :
  - Vice-champion : 1906.

### Statistiques
| Saison         | Club           | Championnat     | Championnat | Championnat |
| Saison         | Club           | Compétition     | Matchs      | Buts        |
| -------------- | -------------- | --------------- | ----------- | ----------- |
| 1906           | Juventus       | Prima categoria | 0           | 0           |
| 1907           | Juventus       | Prima categoria | 0           | 0           |
| 1908           | Juventus       | Prima categoria | 2           | 0           |
| 1909           | Juventus       | Prima categoria | 6           | 0           |
| 1909-1910      | Juventus       | Prima categoria | 10          | 0           |
| 1910-1911      | Juventus       | Prima categoria | 11          | 0           |
| Total Juventus | Total Juventus |                 | 29          | 0           |
| Total carrière | Total carrière |                 | 29          | 0           |